# Toni Cipriani
Antonio "Toni" Cipriani este un personaj fictiv care apare ca protagonistul din Grand Theft Auto: Liberty City Stories, un joc video din seria Grand Theft Auto creată de Rockstar Games. El apare și în Grand Theft Auto III, care a fost lansat înainte de GTA: Liberty City Stories, dar acțiunea se petrece după acesta. Toni este jucat de actorul Michael Madsen în GTA III și de Danny Mastrogiorgio în GTA: Libety City Stories.
Toni este un membru loial al familiei Leone, o familie mafiotă fictivă din Liberty City ce apare în majoritatea jocurilor din era 3 a seriei GTA. Toni este un Capo în cadrul familiei și locuiește în Liberty City împreună cu mama sa, la restaurantul acesteia. Liberty City Stories, ce are loc în 1998, urmărește întoarcerea lui Toni în Liberty City după o lungă absență, fiind nevoit să fugă din țară după ce a omorât un "om făcut" dintr-o familie rivală, și eforturile sale de a crește în rang în cadrul familiei și a recâștiga respectul șefului său, Salvatore Leone, cu care ajunge să formeze o prietenie puternică. În GTA III, ce are loc în 2001, Toni este un lider respectat în cadrul familiei Leone și apare ca un personaj ce îi dă misiuni lui Claude, protagonistul acestui joc.

## Apariții

### Trecut
Toni este de origine italiană-americană și s-a născut în Portland, Liberty City în 1968. Mama sa, Ma Cipriani, este de origine italiană și deține restaurantul Momma' Restaurante iar tatăl său este de origine siciliană-americană și a fost un membru respectat al Familiei Mafiote Leone, până a fost omorât de Triade. Toni a ajuns să se alăture Mafiei pe urmele tatălui său, dar mama sa nu a fost niciodată de acord cu el și l-a bătut adesea când era copil, cei doi încă certându-se când Toni este adult.
În 1994, Toni omoară un om făcut dintr-o familie mafiotă rivală (Forelli sau Sindacco), la ordinele șefului său și liderului Familiei Leone, Salvatore Leone, și este nevoit să plece din Liberty City și să se ascundă câțiva ani în Italia.

### Grand Theft Auto: Liberty City Stories

#### Portland
În 1998, Toni se întoarce în Liberty City după o lungă absență. La sosire, Toni este întâmpinat de Salvatore și un alt membru al Familiei Leone, Vincenzo "Lucky" Cilli, care a crescut în rang în timpul absenței lui Toni. Toni descoperă că Salvatore îl tratează acum cu dispreț și devine subordonatul direct al lui Vincenzo, pe care Salvatore îl pune să-i ofere lui Toni un apartament în care să locuiască și un loc de muncă în Liberty City. După câteva misiuni pentru Vincezo, Toni renunță la scurt timp să mai lucreze pentru el, deoarece Vincenzo l-a ademenit intenționat într-o capcană pentru ca Toni să fie arestat de poliție, deși acesta reușește să scape.
Ceva timp mai târziu, Toni începe să lucreze în schimb cu un fost membru al Familiei Mafiote Sindacco, acum loial lui Salvatore, numit J.D. O'Toole. Toni lucrează alături de J.D. împotriva Familiei Sindacco, care a început să preia din teritoriile Familiei Leone din Portland, și reușește să o slăbească semnificativ. De asemenea, Toni îl salvează pe Salvatore după ce acesta este răpit de câțiva membri ai Familiei Sindacco, și îi recâștigă respectul, astfel încât Salvatore îl însărcinează mai târziu pe Toni cu câteva treburi importante, precum să obțină acces la docuri pentru a putea aduce marfă în Liberty City. Mai târziu, Toni este pus de Salvatore să supravegheze un schimb de droguri la docuri cu Cartelul Columbian, condus de Miguel, numai pentru a fi ambuscați de poliție, deși Toni reușește să scape cu toate drogurile după ce, în haosul rezultat, îl împușcă pe Miguel și îi omoară gărzile de corp.
În același timp, Toni se reîntâlnește cu mama sa, numai pentru ca aceasta să-și exprime dezaprobarea puternică în legătură cu statutul său mic în cadrul Familiei Leone. În ciuda eforturilor lui Toni de-ai demonstra de ce este în stare, ea trimite în cele din urmă niște mercenari să-l omoare pe Toni, dar acesta reușește să scape, lăsând momentan conflictul dintre el și mama sa neterminat. Mai târziu, Toni continuă lucrul pentru J.D., care îi spune că Salvatore le-a cerut să-l urmărească pe Massimo Torini, un membru de rang înalt al Mafiei Siciliene, despre care Salvatore suspectează că încearcă să preia controlul asupra lumii criminale din Liberty City. Toni îl urmărește pe Torini și asistă de la depărtare la niște întâlniri cu două bande rivale Familiei Leone, Diablos și Triadele, dar este nevoit să se retragă după ce este văzut.
După încă câteva misiuni împotriva Familiei Sindacco, Toni și J.D. reușesc s-o alunge definitiv din Portland, iar Salvatore decide să-l numească pe O'Toole un "om făcut" în cadrul Familiei Leone. Totuși, acest lucru se dovedește a fi o înșelătorie pentru ca J.D. să fie dus într-un loc retras, unde este omorât de către un alt membru al Familiei Leone, Mickey Hamfists, la ordinele lui Salvatore, care consideră că O'Toole nu este de încredere, putând oricând să-l trădeze, la fel cum a făcut și cu Familia Sindacco. La scurt timp după moartea lui J.D., Toni este sunat de Vincenzo, care își cere scuze pentru fapta sa anterioară și îi cere lui Toni să-l întâlnească singur, pentru ca cei doi să-și rezolve problemele personale, de dragul lui Salvatore. Totuși, acest lucru se dovedește a fi o altă capcană de-a lui Vincenzo, care își dorește să scape definitiv de Toni pentru ca Salvatore să-l trateze din nou cu respectul cuvenit. Toni reușește să scape din nou, iar apoi îl confruntă și îl ucide pe Vincezo. După moartea lui Vincenzo, Toni continuă lucrul pentru Salvatore, care îl tratează mai respectuos.
Toni devine din ce în ce mai apropiat de Salvatore pe măsură ce continuă să lucreze pentru el, și este șantajat de soția acestuia, Maria, să o ajute cu câteva favoruri. Toni este nevoit să o salveze pe Maria din mai multe probleme, în mare parte datorate dependenței ei de droguri, dar încetează curând să mai lucreze pentru ea, după ce Maria îi cere să stea departe de ea, aflând că Toni nu este bogat. Astfel, Toni reia lucrul pentru Salvatore, care îi cere ajutorul cu atacurile crescânde ale bandelor rivale, în special Familiile Sindacco și Forelli. Cu ajutorul Mafiei Siciliene, Diablos și Triadele reușesc în cele din urmă să cucerească din teritoriile Familiei Leone, iar Salvatore descoperă că primarul din Liberty City, R.C. Hole, plănuiește să-l învinuiască pe el de toate problemele din oraș. Cu toate aceste probleme pe cap, Salvatore este nevoit să fugă temporar din Portland și îi cere ajutorul lui Toni să-l ducă într-o zonă mai retrasă din oraș, pe Insula Staunton, unde Toni primește și el un apartament mai mare în care să locuiască.

#### Staunton Island
Toni continuă să lucreze pentru Familia Leone într-un efort de a-și exprima loialitatea, în cele din urmă devenind un "om făcut", după ce Salvatore îl trimite să-l asasineze pe primarul R.C. Hole, care era controlat de Familia Forelli. Mama lui Toni primește vestea și este bucuroasă să afle că statutul fiului ei a urcat în cele din urmă la ceea ce sperase, astfel că îi alungă pe mercenarii trimiși anterior asupra lui Toni. Continuând să lucreze pentru Salvatore împotriva Familiilor Sindacco și Forelli ,Toni atacă tot mai multe afaceri și operațiuni ale acestora pentru a le slăbi semnificativ, chiar distrugând o posibilă pace între cele două prin a ataca un grup de Forelli folosind mașina lui Paulie Sindacco, liderul familiei Sindacco.
Mai târziu, Toni îl întâlnește pe Leon McAffrey, un ofițer LCPD corupt și vechi asociat al Familiei Leone, care la rândul său îl angajează să distrugă câteva operațiuni ale celor două familii. Totuși, McAffrey îl infromrează în cele din urmă pe Toni că întreaga Familie Leone a început să fie investigată de poliți și astfel taie orice conexiune cu el. De asemenea, Toni este păcălit să lucreze pentru Ned Burner, un reporter de la ziarul Liberty Tree care lucrează sub acoperire drept preotul de la catedrala de pe Insula Staunton. Burner îl angajează pe Toni să atace diverse ținte pentru a-i oferi lui materiale de știri, iar apoi își dezvăluie adevărata identitate lui Toni și fuge.
Toni îl întâlnește și pe Donald Love, un om de afaceri carismatic și asociat al Familiei Leone, care candidează pentru poziția de primar din Liberty City în urma morții lui R.C. Hole. Love îl angajează pe Toni să-l ajute să câștige campania împotriva lui Miles O'Donovan, care lucrează, de asemenea, pentru Familia Forelli. Toni sabotează diverse operațiuni ale Familiei Forelli, chiar salvându-l pe Love de la o încercare de asasinare a acestora, și mai târziu încearcă să fraudeze voturile, dar în ciuda eforturilor sale, Love pierde campania din cauza legăturilor sale evidente cu Mafia și ajunge la faliment, în timp ce O'Donovan câștigă cursa și devine primar.

#### Shoreside Vale
Salvatore este în cele din urmă arestat de primarul O'Donovan, sub suspiciunea că ar fi un lider de bandă responsabil pentru toate crimele din Liberty City, cunoscut doar ca "Domnul Big". Cu toate acestea, Toni îi rămâne loial lui Salvatore și se prezintă ca avocatul său în închisoare, continuând să lucreze pentru el. Ajungând la concluzia că rivalii săi se află în spatele arestării lui, Salvatore îl pune pe Toni să-i atace pe aceștia, în special pe Familia Sindacco, care l-au convins pe O'Donovan să-l aresteze pe Salvatore. Toni reușește în cele din urmă să-l ucidă pe Paulie Sindacco, liderul familiei, ceea ce slăbește semnificativ Familia Sindacco și o forțează să plece definitiv din Liberty City (întrucât aceștia nu mai ocupă niciun teritoriu în oraș în timpul evenimentelor din Grand Theft Auto III, trei ani mai târziu).
Toni devine curând un lider respectat în cadrul Familiei Leone, și este contactat de Toshiko Kasen, soția lui Kazuki Kasen, liderul Yakuza. Toshiko se simte neglijată de soțul ei, astfel că îl angajează pe Toni să saboteze diverse operațiuni ale Yakuzei, slăbind-o semnificativ și umilindu-l pe Kazuki. Acesta află în cele din urmă cine este în spatele atacurilor și se pregătește să-i ucidă pe Toshiko și Toni, dar acesta din urmă îl confruntă și îl ucide pe Kazuki. După aceasta, Toni se întoarce la apartamentul lui Toshiko pentru a fi plătit, dar aceasta, simțind că a primit tot ce a cerut, dorește doar să fie "liberă cu adevărat" și astfel se sinucide, lăsându-se să cadă pe fereastră.
Mai târziu, Toni se reîntâlnește cu Donald Love, încă falit, care vine cu un plan să-și recupereze bogăția. Love îl angajează pe Toni să-l omoare pe vechiul lui mentor, Avery Carrington, pentru a-i fura planurile de dezvoltare imobiliară a zonei Fort Staunton de pe Insula Staunton. Toni îl ucide pe Carrington, care era protejat de Cartelul Columbian, și îi ia planurile, dar este fotografiat de reporterul Ned Burner (același reporter pentru care Toni a fost păcălit să lucreze cu ceva timp în urmă), astfel că este nevoit să-l omoare și pe el. Acum că are planurile, Love mai are nevoie doar să distrugă Fort Staunton, pentru a-l putea apoi redezvolta, și astfel îl angajează pe Toni să îl explodeze pentru el. Cu ajutorul unor explozive de la expertul 8-Ball, Toni distruge Fort Staunton, ceea ce totodată slăbește semnificativ Familia Forelli, deoarece zona era controlată de aceasta, și astfel pune capăt războiului dintre cele trei familii.
Mai târziu, Toni îl vizitează pentru ultima dată pe Love, din nou bogat, la noul său conac din Shoreside Vale, care îl informează că Cartelul Columbian vrea să se răzbune pe el după ce au aflat de rolul său în moartea lui Carrington și îl roagă să-l protejeze. Toni se luptă cu câteva valuri de atacatori, dar în cele din urmă Columbienii îl depășesc numeric și preiau controlul asupra conacului, astfel că Toni îl duce pe Love, împreună cu corpurile lui Avery Carrington și Ned Burner, până la aeroport, de unde Love pleacă temporar din Liberty City la bordul avionului privat al lui Carrington, până când Cartelul îl va lăsa în pace.
În cele din urmă, Salvatore este dus la judecată, un eveniment pe care Mafia Siciliană intenționează să îl folosească ca o ocazie să scape de el. Totuși, Toni realizează acest lucru și intervine, oprindu-i pe atacatori și salvându-l pe Salvatore. După ce Salvatore este eliberat pe cauțiune, Mafia Siciliană se oferă să încheie o pace cu Familia Leone, dar Salvatore refuză, deoarece își dă seama că aceștia, mai precis Massimo Torini, se află în spatele tuturor problemelor sale și au fost responsabili de declanșarea războiului pentru controul asupra orașului de la bun început. Toni și Salvatore sosesc apoi la primărie, pentru a-l convinge pe primarul O'Donovan să renunțe la toate acuzațiile asupra lui Salvatore, dar descoperă că Torini l-a luat deja pe O'Donovan ostatic. Toni și Salvatore îl urmăresc pe Torini până la farul din Portland, unde acesta îl ține pe primar prizonier, și, după mult foc de armă, cei doi reușesc în cele din urmă să-l ucidă pe Torini și pe oamenii săi, salvându-l pe O'Donovan. Mai târziu, Salvatore îi spune acestuia că, întrucțt l-au salvat, acum îi este dator Familiei Leone și astfel trebuie să-i asigure protecția, iar O' Donovan este nevoit să accepte, după puțină intimidare din partea lui Toni. După ce primarul pleacă, Salvatore începe să-l laude pe Toni pentru toată munca sa și rolul său în a face Familia Leone cea mai puternică organizație criminală din Liberty City, cei doi fiind acum mai apropiați ca niciodată.
La final, Salvatore și Toni descoperă că Torini lucra de fapt pentru unchiul lui Salvatore, care a încercat să preia controlul asupra orașului pentru a mai potoli din setea de putere a nepotului său, dar a eșuat. Unchiul Leone își acceptă înfrângerea, declarând pace între Mafia Siciliană și Familia Leone, iar apoi se întoarce definitiv în Sicilia, lăsându-l pe Salvatore cu un simplu avertisment că "fiecărui câine îi va veni timpul" (prevăzând moartea lui Salvatore trei ani mai târziu, în Grand Theft Auto III).

### Grand Theft Auto III
În 2001, Toni este în continuare un Capo în familia Leone, fiind subordonatul direct al lui Salvatore, și locuiește cu mama sa la restaurantul ei, cu care încă se mai ceartă ocazional. Toni îl întâlnește pe Claude (protagonistul acestui joc) prin intermediul lui Joey Leone, fiul lui Salvatore, când se află la garajul acestuia să i se repare mașina. Joey îi cere lui Claude să-l conducă pe Toni acasă, dar acesta îi cere să-l lase mai întâi la o spălătorie deținută de Triade, pe care Toni o jefuiește, înainte ca Claude să-l lase la restaurantul mamei sale. După aceasta, Toni continuă să-i dea misiuni lui Claude, care constau, de regulă, în atacuri asupra Triadelor. Toni este văzut ultima după ce Claude îi conduce pe el, Joey și Luigi Goterelli la o întâlnire cu Salvatore, pentru care Claude începe, de asemenea, să lucreze.
Toni nu mai apare în joc după aceasta, dar poate fi auzit la niște interviuri la radio, plângându-se de certurile cu mama sa. De asemenea, după ce Claude ajunge să-l trădeze și omoare pe Salvatore, Toni devine, cel mai probabil, noul lider al familiei Leone.

### Apariții în alte jocuri
Toni, împreună cu ceilalți protagoniști din era 3 a seriei GTA, este menționat în Grand Theft Auto IV, unde un desen de pe un zid sugerează că toți ar fi morți. Totuși, cum GTA IV se petrece într-un univers diferit de predecesorii săi, acest lucru nu este confirmat și este doar un easter egg.

## Caracterizare

### Aspect
Toni este un bărbat de vreo 30 de ani. În GTA III, el este destul de gras, poartă o sacou mov și pantaloni kaki. În GTA: Liberty City Stories, Toni arată complet diferit, fiind mai slab și purtând o jachetă neagră. De asemenea, există mai multe costume special pentru Toni în acest joc, printre care un costum elegant negru (purtat de toți membrii familiei Leone), o salopetă și mască de hochei (o referință la Jason Voorhees), un costum de motociclist (tricou alb, jachetă verde, pantaloni maronii și șapcă neagră), un costum de șofer de limuzină, un costum de avocat (un costum elegant albastru și ochelari), un sacou alb și pantaloni negri, un costum de Elvis, un costum de mascotă (o găină uriașă), lenjerie intimă (doar o pereche de chiloți și șosete), un costum roșu de super-erou, o salopetă galbenă, un tricou alb și blugi, un costum de jogging, o cămașă elegantă neagră și pantaloni negri (o referință la filmul Băieți buni), și o cămașă roșie și pantaloni negri (o referință la serialul TV Clanul Soprano, de care Toni este foarte mult inspirat).

### Personalitate
Toni este foarte loial angajatorilor săi, în special Salvatore Leone, pe tot parcursul lui Liberty City Stories el muncind pentru a-i câștiga respectul acestuia. Totuși, Toni este arătat a fi și destul de temperamental și ușor de înfuriat; în GTA III, Toni este și extrem de impulsiv și nu îi place să aștepte prea mult ca ordinele sale să fie îndeplinite. Ca majoritatea protagoniștilor anteriori din seria GTA, Toni este un sociopat și nu pare să-i pese prea mult de oamenii pe care îi omoară , deși majoritatea victimelor sale încearcă la rândul lor să-l omoare sau Toni este plătit să le omoare.

### Inspirație
Toni este inspirat de mai multe personaje din filme cu tematică mafiotă, printre care Băieți Buni și Money Talks, în ambele fiind cazul unor personaje jucate de actorul Paul Sorvino. Totuși, inspirația principală a lui Toni este Tony Soprano, protagonistul serialului Clanul Soprano, cei doi împărtășind, pe lângă prenume, problemele cu mamele lor.